# 新里見八犬傳 (電影)
《新・里見八犬傳》（日语：里見八犬伝，英語：Legend of the Eight Samurai）是依據日本作家鎌田敏夫所撰寫的神怪小說《新里見八犬傳》（新・里見八犬伝）為基礎再進行改編、於1983年上映的日本電影。上映前，特地邀請美國歌手約翰·歐班諾（John O'Banion）演唱電影主題曲(Satomi Hakken-Den，英語曲名：I Don't Want This Night To End)以及插曲〈 (White Light)〉（英語曲名：Hakkenshi's Theme (White Light)）」。而且，如此運用東西合併的方式，乃是當時的首度創舉，影響日本往後電影或電視劇的製作方式。
上映後，不但成為日本當年度的話題作品，並創下23.1億日圓的佳績，其所創造的經濟效益，甚至於擴展到周邊的亞洲國家。

## 概述
由於，影片為配合電影播放的時間限制，所以整個故事已經過大幅度的改編，無論是人物設定或劇情重點皆有所更動，皆與原著《南總里見八犬傳》出入頗大，主軸故事早已相去甚遠。

## 劇情簡介
一百多年前，領主蟇田家因倒行逆施，作惡多端，而被里見家消滅時，蟇田家的女主人玉梓在臨死前留下一句毒誓，在百年之後，蟇田家必將回來血洗里見一家，與此同時，里見家的伏姬公主因捨身保護靈犬八房而中槍，在她臨終之際，這個中槍的傷口飛出了八顆靈珠，她說出在百年後，將會有八位持著靈珠的犬士，來協助里見家戰勝玉梓的魔咒。
一百多年之後，崇拜魔像而獲得重生的玉梓與兒子素藤，開始召集軍隊前來報仇，他們佔領了里見家的館山城，而此時里見家族只剩下公主靜姬倖存。靜姬在不得已的情況下只好女扮男裝逃出館山城，在逃難的路途上，碰到施捨食物給她的農家孤兒犬江親兵衛，親兵衛後來發現靜姬的真實身份其實就是里見家的公主，本欲向蟇田家揭露靜姬的身份，但幸好靜姬被手上都擁有靈珠的犬山道節和犬村大角先救走，之後犬山道節和犬村大角便將祖先口授的八犬士傳說告知給靜姬。
三人接下來陸續遇到其他四名持有靈珠的犬士，也一同逃過了蟇田勢力的追殺，但期間犬江親兵衛為了向蟇田家領賞而一度劫走靜姬，可是親兵衛在目睹蟇田軍屠村的行為和靜姬的善行後引起他的良知，決心幫助靜姬，而靜姬與親兵衛兩人也漸生情愫，後來兩人更在巧合之下與六名犬士重逢，但因親兵衛沒有持有靈珠而被犬士們排擠，最終導致親兵衛被蟇田軍抓獲而被帶到玉梓面前。
玉梓告訴親兵衛，親兵衛是當年與她一同被燒死的次子投胎轉世而生，身上帶有魔族的血統。親兵衛經過一番內心掙扎後依舊不願認親，遂被哥哥素藤送去進行妖法改造，在親兵衛改造尚未完成時，身為蟇田軍一員的犬飼現八，則因聽了靜姬的笛聲而覺醒，他救出了昏迷的親兵衛，並將親兵衛帶到靜姬和六犬士所在地。不料親兵衛甦醒後卻兇性大發，攻擊這些曾趕走他的犬士們，就在靜姬說出「我一直想要見你」後，親兵衛被靈珠的閃電擊中而倒下，靜姬上前救助親兵衛時，赫然發現親兵衛手上也出現了一顆靈珠，此時方才知道，親兵衛就是那最後一位犬士，至此八犬士已全部到齊。
親兵衛甦醒之後與靜姬一宿定情，但之後沒多久，玉梓的手下闖入兩人所在地，並且擄走了靜姬，焦急的八犬士「仁、忠、義、禮、孝、信、智、悌」在集齊了八顆靈珠後，得到神明所送的一副弓箭，此時唯有把神弓交給靜姬，方能打倒蟇田一族。肩負使命的八犬士隨即騎馬，並乘船潛入了館山城，面對排山倒海而來的蟇田軍，英勇奮戰的犬士們一一壯烈犧牲，最後只剩下帶著弓箭的親兵衛。
在拒絕母親玉梓最後的招降後，親兵衛將大殿上的靜姬鬆綁，並和哥哥素藤陷入苦戰。最後親兵衛用神弓之力殺了素藤，靜姬則拉開弓箭射死了擋在魔像之前的玉梓，素藤及玉梓兩者的屍體瞬間化為枯骨，魔像開始崩落爆炸，整個館山城陷入火海，殘骸最終墜入岸邊的海中，親兵衛則一路拉著靜姬逃出生天。
收復館山城的靜姬恢復高貴的公主身份，親兵衛卻礙於身份懸殊而選擇離去，就在靜姬的貴族親戚暗示要將她許配給兒子時，靜姬決定拋下館山城的所有一切，獨自去找思念已久的親兵衛……

## 人物角色
| 里見家人員 | 里見家人員 | 里見家人員       |
| 角色名稱   | 演員       | 備註             |
| ---------- | ---------- | ---------------- |
| 伏姫（聲） | 松坂慶子   | 里見家之先人     |
| 静姫       | 藥師丸博子 | 里見家之公主     |
| 犬江親兵衛 | 真田廣之   | 「仁」之珠持有者 |
| 犬山道節   | 千葉真一   | 「忠」之珠持有者 |
| 犬村大角   | 寺田農     | 「義」之珠持有者 |
| 犬坂毛野   | 志穂美悦子 | 「禮」之珠持有者 |
| 犬塚信乃   | 京本政樹   | 「孝」之珠持有者 |
| 犬飼現八   | 大葉健二   | 「信」之珠持有者 |
| 犬田小文吾 | 苅谷俊介   | 「悌」之珠持有者 |
| 犬川莊助   | 福原拓也   | 「智」之珠持有者 |

| 蟇田家人員 | 蟇田家人員        | 蟇田家人員                     |
| 角色名稱   | 演員              | 備註                           |
| ---------- | ----------------- | ------------------------------ |
| 玉梓       | 夏木マリ          | 蟇田家之妖后                   |
| 蟇田素藤   | 目黒祐樹          | 玉梓之子，親兵衛之兄           |
| 妖之介     | 萩原流行          | 素藤旗下飼有妖蟒的多情男子     |
| 悪四郎     | 濱田晃            | 素藤旗下的嗜殺將領             |
| 幻人       | 汐路章            | 諳醫術、妖法、與武器製造的祭司 |
| 船         |                   | 人形蜈蚣怪                     |
| 濱路       | 岡田奈奈 (1959年) | 信乃無血緣之妹，被妖術復生     |

## 獎項
| - 日本奧斯卡獎（日本アカデミー賞） - 「最優秀導演獎」（最優秀監督賞）：深作欣二 - 「最優秀男主角獎」（最優秀主演男優賞）：真田廣之 - 「最優秀女配角獎」（最優秀助演女優賞）：夏木マリ | - 日本奧斯卡獎（日本アカデミー賞） - 「特別獎企劃獎」（特別賞企画賞）：角川春樹 |

## 軼事
當時台灣礙於相關法規限制，三年後才在台灣正式上映，但影片代理商邀請到女主角藥師丸博子前來台灣宣傳炒熱話題性，再加上男女老少間口耳相傳的影響之下，開創出在台灣頗為亮眼的票房佳績，亦榮登1986年台灣票房第四名的成績。在片中有玉梓從血池中躍起重生的段落，因為有背部全裸與正面裸露胸部的鏡頭，不符當時的電檢尺度，在戲院上映時該段落都需以局部噴霧的方式播映。
2025年1月3日，本片於台灣以數位修復版重新上映。

## 備註
1. ↑  香港電影票房 1984 〔外語電影〕 （页面存档备份，存于），〈香港電影票房全紀錄〉
2. ↑  1986年台灣票房 的存檔，存档日期2008-05-01.，〈台灣電影資料庫〉
3. ↑  英語讀音「Satomi hakken-den」，即為取「里見八犬傳」的日語發音。另外也是基於當時角川春樹事務所製作的電影，主題歌多為採用「曲名與電影片名相同」的行銷操作策略之故。

## 外部連結
- 新・里見八犬傳（Legend of the Eight Samurai） （页面存档备份，存于），〈網路電影資料庫〉
- 新・里見八犬傳（Legend of the Eight Samurai） （页面存档备份，存于），〈日本電影資料庫〉
- 新・里見八犬傳　電視廣告片段 （页面存档备份，存于），〈YouTube〉